# Hearst (Kanada)
Hearst – miasto w Kanadzie, w prowincji Ontario, w dystrykcie Cochrane. Miasto nazwane na cześć Williama Hearsta, ówczesnego ministra leśnictwa i górnictwa. Osadnicy osiedlający się tu pochodzili w większości z obszaru dzisiejszego Quebecu, stąd też miejscowa ludność jest w większości francuskojęzyczna.
Liczba mieszkańców Hearst wynosi 5 620. Język francuski jest językiem ojczystym dla 89,0%, angielski dla 7,4% mieszkańców (2006).